# Polygrammodes quatrilis
Polygrammodes quatrilis là một loài bướm đêm trong họ Crambidae.